# Elminia longicauda

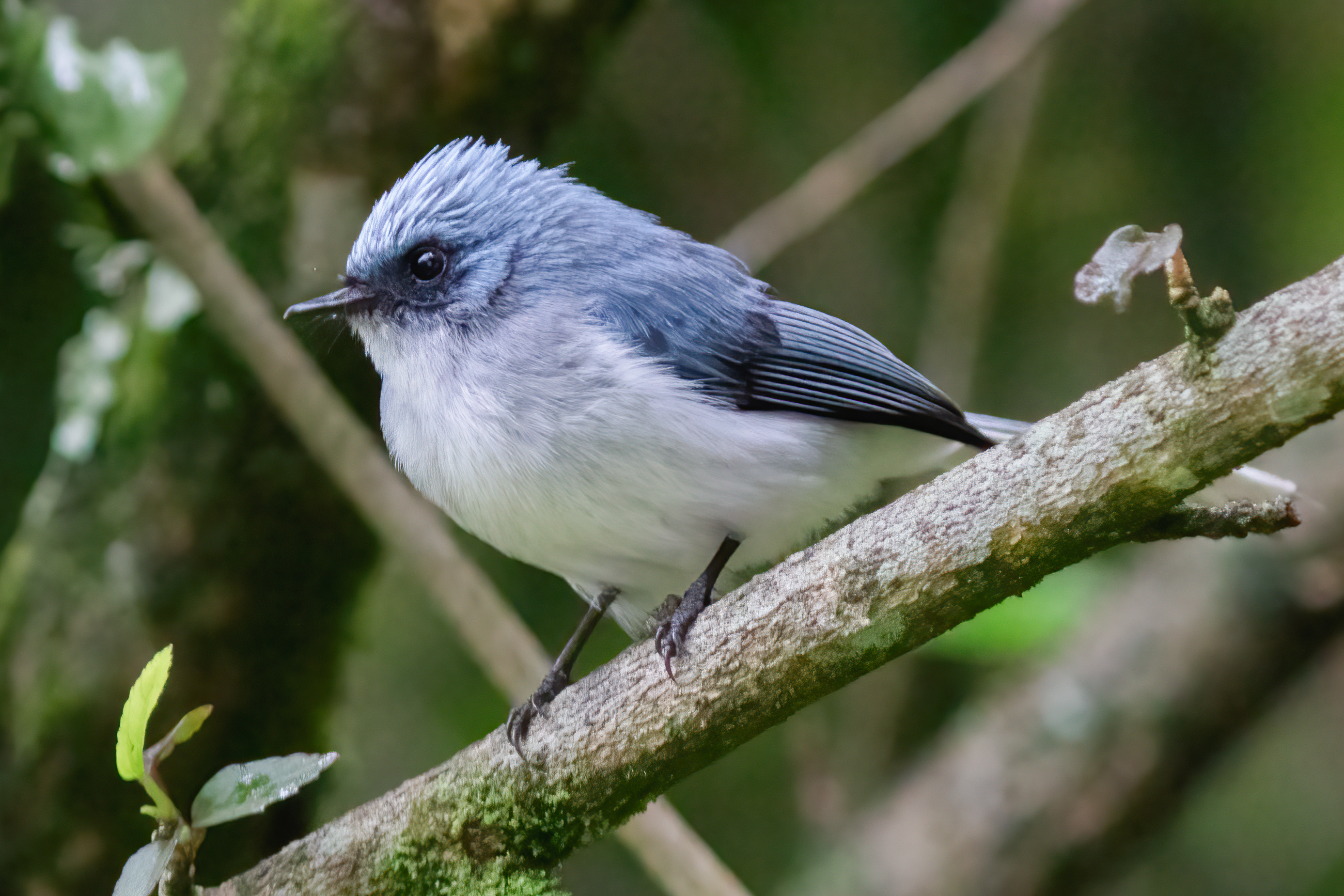
Ejemplar en el parque nacional de la Selva Impenetrable de Bwindi en Uganda.

La elminia azul (Elminia longicauda) es una especie de ave paseriforme de la familia Stenostiridae propia de África Occidental y Central.

## Distribución y hábitat
Se la encuentra en Angola, Benín, Burkina Faso, Camerún, República Centroafricana, Chad, República del Congo, República Democrática del Congo, Costa de Marfil, Guinea Ecuatorial, Gabón, Gambia, Ghana, Guinea, Guinea-Bissau, Kenia, Malí, Mauritania, Níger, Nigeria, Senegal, Sierra Leona, Sudán del Sur, Tanzania, Togo y Uganda.
Sus hábitats naturales son los bosques húmedos tropicales, manglares tropicales y la sabana húmeda.